# I. Dioszkorosz kopt pápa
I. Dioszkorosz (ógörögül: Διόσκορος, latinul: Dioscorus), (? –  454. szeptember 17.) alexandriai pátriárka 444-től haláláig, illetve az alexandriai pátriárkátus kettészakadása miatt az első kopt pápa.
Dioszkoroszt 444-ben választották meg Alexandria pátriárkájává Alexandriai Kürillosz halála után. Dioszkorosz vissza akarta állítani az Alexandriai Püspökség korábbi tekintélyét. A monofizita Eutükhész (~380–456) körül kialakult teológiai vitában Eutükhész mellé állt, és a 449-es II. epheszoszi zsinaton („rablózsinat”) elérte Phlabianosz konstantinápolyi pátriárka letételét is. 450-ben viszont elhunyt Dioszkorosz támogatója, II. Theodosius, és az új császár, Marcianus ismét zsinatot hívott össze a kérdések megtárgyalására. A 451-es khalkédóni zsinat elítélte Eutükhészt, Dioszkoroszt pedig megfosztotta a Alexandriai Pátriárkátustól, helyébe pedig Proterioszt választotta.
Dioszkorosz nem fogadta el letételét, ezzel viszont az alexandriai egyház ketté szakadt: Dioszkorosz utódainak követőiből keletkezett a kiszakadó monofizita kopt ortodox egyház, Proteriosz utódainak követőiből az ortodox kereszténységen belül megmaradó alexandriai ortodox egyház. Dioszkorosz 454-ben hunyt el.